# 萨莱姆 (石勒苏益格-荷尔斯泰因州)
萨莱姆（德語：Salem，發音：[ˈzaːləm]）是德国石勒苏益格-荷尔斯泰因州劳恩堡公国县的市镇，面积25.1平方千米，2023年12月31日人口为670人。